# Reino de Buyeo
Buyeo ou Puyŏ (Coreano: 부여; Hanja: 夫餘 Pronúncia coreana: AFI: [pu.jʌ]), foi um antigo reino coreano localizado aproximadamente no meio da província de Jilin, na Manchúria e existiu como um regime independente desde o final do séc. II a.C. até o meio do séc. IV d.C.
O estado iniciou relações diplomáticas formais com a Dinastia Han por volta do meio do séc. I a.C. como um importante aliado do império por vigiar as ameaças dos Xianbei e de Goguryeo.  Após uma invasão incapacitante dos Xianbei em 285, Buyeo foi restaurado com ajuda da Dinastia Jin. Isto, porém, marcou o início de um período de declínio. Uma segunda invasão Xianbei em 346 finalmente destruiu o reino, exceto por algumas cidades remanescentes no núcleo do território, que sobreviveram como vassalos de Goguryeo até sua anexação em 494.
Tanto Goguryeo quanto Baekje, dois dos Três Reinos da Coreia, se consideravam sucessores de Buyeo.

## Origens Mitológicas

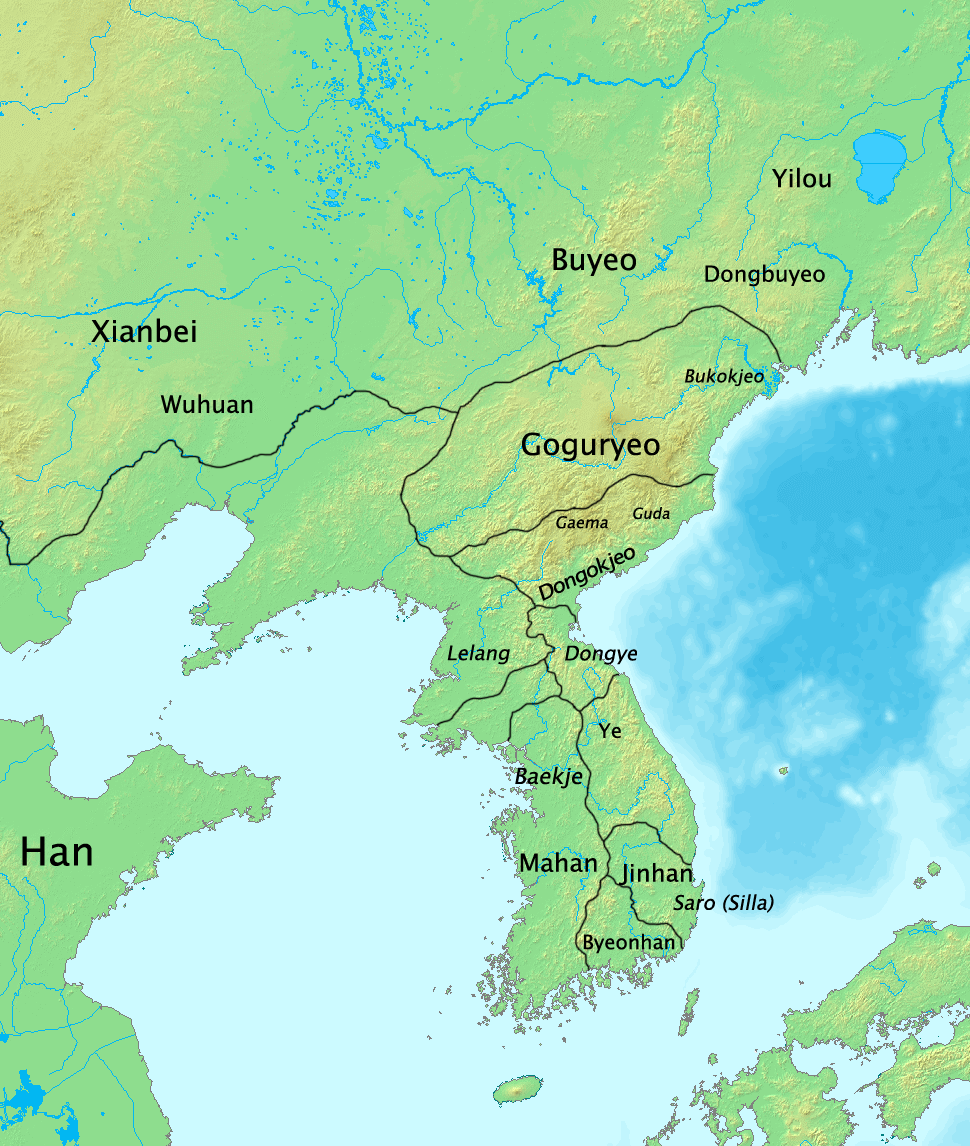
Proto-Três Reinos, cerca de 1 d.C.

O fundador mítico do Reino de Buyeo foi Hae Mo-su, o Dongmyeong de Buyeo, que significa literalmente Santo/Sacro Rei de Buyeo. Após sua fundação, o filho dos céus hangul: 해모수; hanja: 解慕漱) trouxe a corte real a seu palácio, e eles o proclamaram rei.
Jumong é descrito como o filho de Hae Mo-su e Dona Yuhwa (hangul: 유화부인; hanja: 柳花夫人), que era a filha de Habaek (hangul: 하백; hanja: 河伯), o deus do rio Amnok, ou, de acordo com interpretações alternativas, o deus-sol Haebak (hangul: 해밝).

## História

### Antecessores arqueológicos
O estado de Buyeo emergiu dos regimes da idade do bronze das culturas arqueológicas de Xituanshan e Liangquan no contexto do comércio com vários regimes chineses. Em particular, foi o estado de Yan, que introduziu a tecnologia do ferro na Manchúria e na península coreana após a conquista de Liaodong no início do século III aC.

### Relações com a China
Buyeo se tornou vassalo da dinastia Han Oriental no ano 49 d.C. Isto foi uma vantagem para os chineses, pois um aliado no nordeste iria inibir as ameaças dos Xianbei, do oeste da Manchúria e do leste da Mongólia e de Goguryeo, da região de Liaodong e do norte da península coreana.
As elites da Buyeo também buscaram esse acordo, pois isso legitimava seu governo e lhes dava melhor acesso a bens comerciais chineses de prestígio.
Durante um período de desordem no nordeste da China, Buyeo atacou algumas das posses de Han Oriental no ano 11, mas as relações foram restauradas em 120 e uma aliança militar foi iniciada. Dois anos depois, Buyeo salvou a Comenda de Xuantu da destruição total ao mandar reforços para romper o cerco do assento da comenda.
Em 167, Buyeo atacou a Comenda de Xuantu, mas foi derrotado. Relações foram novamente restauradas em 174.
No início do séc. III, Gongsun Du, um chefe militar chinês de Liaodong, apoiou Buyeo para contraatacar os Xianbei ao norte e Goguryeo no leste. Após destruir a família Gongsun, o estado chinês setentrional de Cao Wei enviou Guanqiu Jian para atacar Goguryeo. Parte da força expedicionária liderada por Wang Qi, o Grande Administrador da Comenda de Xuantu, perseguiu a corte de Goguryeo ao leste através de Okjeo até as terras dos Yilou. Em sua jornada de retorno, eles foram acolhidos enquanto passavam pelas terras de Buyeo.
Em 285, a tribo Murong dos Xianbei, liderada por Murong Hui, invadiu Buyeo, forçando o suicídio do Rei Uiryeo (依慮) e a relocação da corte para Okjeo. Considerando suas relações amigáveis com a Dinastia Jin, o Imperador Wu auxiliou o rei Uira a reviver Buyeo.
O ataque de Goguryeo por volta do ano 347 causou ainda mais declínio. Ao perder sua fortaleza no rio Ashi (moderna Harbin), Buyeo moveu-se a sudoeste para Nong'an. Por volta de 347, Buyeo foi atacado por Murong Huang da antiga Dinastia Yan, e o rei Hyeon foi capturado.

### Queda
De acordo com o Samguk Sagi, em 504, o emissário de tributo Yesilbu menciona que o ouro de Buyeo não mais poderia ser obtido para tributo, pois Buyeo tinha sido expulso pelos Malgal e os Somna e absorvidos por Baekje. O Imperador Xuanwu de Wei do Norte desejava que Buyeo retomasse sua antiga glória.
Um remanescente de Buyeo parece ter resistido na área da moderna Harbin sob a influência de Goguryeo. Buyeo prestou tributo uma vez para Wei do norte em 457-458, mas além disso parece ter sido controlado por Goguryeo. Em 494, Buyeo esteve sob ataque dos Wuji (também conhecidos como Mohe, hangul: 물길; hanja: 勿吉), e a corte de Buyeo se mudou e se rendeu a Goguryeo.

### Jolbon Buyeo
Muitos registros históricos antigos indicam a existência de "Jolbon Buyeo" (hangul: 졸본부여; hanja: 卒本夫餘), aparentemente se referindo a Goguryeo incipiente ou à sua capital.
Em 37 a.C., Jumong se tornou o primeiro rei de Goguryeo. Jumong conquistou Okjeo, Dongye e Haengin, recuperando parte do território de Buyeo e de Gojoseon.

## Cultura
De acordo com o Sanguo Zhi o povo de Buyeo era agricultural e ocupava as terras do nordeste na Manchúria, além das grandes muralhas. Os regentes aristocratas sujeitos ao rei portavam o título ka (加) e eram distinguidos um do outro por nomes de animais, como o ka cão e o ka cavalo.
Buyeo fica ao norte da Longa Muralha, a mil li de distância de Xuantu; é contíguo com Goguryeo no sul, com o Eumnu no leste e com os Xianbei no oeste, enquanto ao norte está o rio Ruo. Cobre uma área de cerca de dois mil li quadrados e suas famílias são oito miríades. Seu povo é sedentário, possuindo casas, armazéns e prisões. Com seus muitos túmulos e pântanos amplos, o deles é o mais nivelado e aberto dos territórios dos bárbaros orientais. Sua terra é adequada para o cultivo dos cinco grãos; eles não produzem os cinco frutos. Seu povo é grosseiramente grande; por temperamento forte e corajoso, assíduo e generoso, eles não são propensos a brigar ... Por seu vestuário em seu estado eles preferem o branco; eles têm mangas, vestidos e calças grandes e, nos pés, usam sandálias de couro ... As pessoas de seu estado são boas em criar animais domésticos; eles também produzem cavalos famosos, jade vermelho, sabres e belas pérolas ... Como armas, possuem arcos, flechas, facas e escudos; cada família tem seu próprio armeiro. Os anciãos do estado falam de si mesmos como refugiados estrangeiros de muito tempo atrás. Os fortes que constroem são redondos e têm semelhança com as prisões. Velhos e jovens, eles cantam ao caminhar pela estrada, seja dia ou noite; o dia inteiro o som de sua voz nunca cessa ... Ao enfrentar o inimigo, os vários ga se batalham; os agregados familiares mais baixos levam provisões para comer e beber. (Sanguo Zhi)

### Língua
Registros dinásticos chineses declaram que as línguas de Buyeo, Goguryeo e Okjeo eram parecidas e muito diferentes da língua dos Yilou ao leste. As Línguas Koguryoicas são um ramo da família linguística coreânica incluindo Buyeo/Goguryeo e Baekje, próximo das Línguas Han (outro ramo).

## Legado

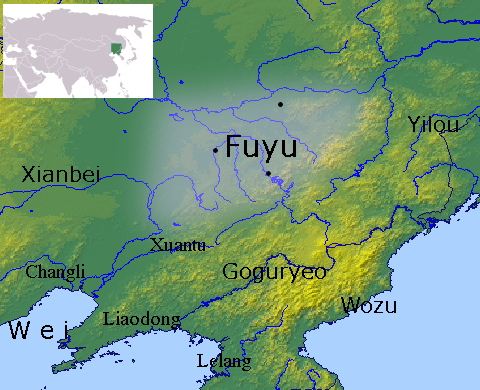
Localização de Buyeo

Nos anos 1930, o historiador chinês Jin Yufu (金毓黻) desenvolveu um modelo linear de descendência dos povos da Manchúria e do norte da Coreia, dos reinos de Buyeo, Goguryeo e Baekje até a nacionalidade coreana moderna.
Tanto Goguryeo quanto Baekje, dois dos Três Reinos da Coreia, se consideravam sucessores de Buyeo. É dito que o Rei Onjo, fundador de Baekje era filho do Rei Dongmyeongseong, fundador de Goguryeo. Baekje oficialmente mudou seu nome para Nambuyeo (Buyeo do Sul/Buyeo Meridional, hangul: 남부여; hanja: 南夫餘) em 538.